# Vavray-le-Petit

Vavray-le-Petit este o comună în departamentul Marne, Franța. În 2009 avea o populație de 66 de locuitori.